# Club Sportivo San Lorenzo
El Club Sportivo San Lorenzo, o simplemente San Lorenzo, es un club deportivo situado en la ciudad de San Lorenzo, Departamento Central y afiliado a la Asociación Paraguaya de Fútbol. Fue fundado el 17 de abril de 1930 y actualmente milita en la Segunda División del fútbol paraguayo.
Disputa el Clásico Metropolitano enfrentando al Sportivo Luqueño, institución con la que mantiene una fuerte rivalidad deportiva, por ser ambos de progresivas metrópolis vecinas y de los clubes más populares del área metropolitana de Asunción.
En los últimos años tanto en División Intermedia, como en Primera División mantiene una rivalidad deportiva con el Deportivo Santaní en el llamado Clásico de Santos.

## Historia

### Precursores
El móvil deportivo sanlorenzano fue despertado allá por 1902 cuando se crea el grupo juvenil Sudamérica, siendo uno de sus propulsores Lorenzo Livieres. En 1907 se formó el Football Club 10 de agosto, cuya reunión constitutiva se realizó en la carpintería del señor Lorenzo Ríos, siendo electo presidente el señor Juan Gómez; dicha entidad obtendría el campeonato de la Segunda División en 1914. El Club 13 de Junio de Reducto se forma el 10 de junio de 1910. Para 1916 se forma el Club Cerro Corá, siendo sus fundadores Ramón y Ricardo Ochoa.
En esa época surge también el Club San Lorenzo Sport, bajo la presidencia del señor Ramón Carlés, cuya cancha estaba ubicada en el predio de la Facultad de Agronomía, donde actualmente se encuentra asentada la muy promocionada Ciclovía de San Lorenzo.

### La fundación
El 17 de abril de 1930, se forma el Tacuary Sport en el domicilio del señor Félix Rolón y la Comisión Directiva estuvo encabezada por el señor Damaso Fernández.
El 25 de noviembre de 1930 pasa a denominarse Sportivo Villa Cálcena en homenaje al señor Gregorio Cálcena, quien donó el predio para la cancha de la entidad; en 1931 asume la presidencia del club, el señor Fermín González, incorporándose a la directiva Aníbal Recalde, Octavio Acosta, Carlos Sobrino y Pascual Vallejos.
Como consecuencia de la Guerra del Chaco, la actividad deportiva sanlorenzana había desaparecido completamente y una vez terminada la contienda chaqueña, un grupo de deportistas de San Lorenzo se agrupó para formar lo que más adelante sería el Sportivo San Lorenzo. Siendo necesaria la reactivación de la práctica del fútbol, se reúnen en asamblea el 16 de agosto de 1936 y resuelven constituir la entidad denominada Sportivo San Lorenzo, por unanimidad se toma como antecedente referencial e histórico al Tacuary Sport, cuya fecha fundacional fue el 17 de abril de 1930, remarcando que dicha asamblea es convocada para otorgar nueva denominación y designar a las personas responsables para su conducción.

### Los colores
Sobre el uniforme y los colores del club hay dos versiones. Una de las historias dice que en el año 1936 se definió que los colores de la camiseta sean azul y rojo similar a la casaca del Club Cerro Porteño, para la adquisición de estos atuendos fue designado el señor Cecilio González, que se trasladó a Asunción para adquirir los atuendos de la Casa Ferro, un comercio de artículos deportivos que se encontraba en esa época en las calles Oliva y Estero Bellaco de la capital. El comercio no contaba con los atuendos en las cantidades necesarias que deseaba adquirir el cliente, ante esto ofreció como alternativa unas camisetas con los colores rojo y blanco a rayitas verticales, como en ese tiempo el viaje a la capital no era nada fácil el señor González adquirió esos atuendos y regresó a San Lorenzo con los mismos. Ante el agrado de la Comisión Directiva con el vistoso atuendo y la coincidencia de los colores con la bandera de la ciudad, desde entonces el Sportivo San Lorenzo utiliza su tradicional casaca Rayadita roja y blanca.
La otra versión indica que fueron elegidos los colores en honor a las vestimentas que la tradición otorga al diácono Lorenzo antes de ser martirizado: rojo y blanco. O en honor a su martirio mismo, rojo por la sangre y las rayitas por la parrilla.

### Ascensos a Primera División
A diecinueve años de su fundación, en 1949 el club fue afiliado a la entonces denominada Liga Paraguaya de Football hoy A.P.F y en su primera temporada en Segunda División obtuvo su primer título de campeón, lo que a la vez le permitió ascender a la Primera División, máxima categoría del fútbol paraguayo.
Así, el Santo inició su camino en Primera División, pero sin poder llegar a acceder a un título de la máxima categoría, a pesar de contar y formar en sus filas a varios jugadores notables en distintas épocas.
Varias veces regresó a la Segunda División, para volver a ascender a Primera División siempre como campeón de ascenso en los años 1953, 1960, 1984 y 1987.
En el campeonato de 1989 el jugador del Rayadito Jorge López se consagró como máximo goleador de la Primera División con 16 goles.
En 1994 una vez más se consagró campeón de Ascenso y permaneció en Primera División desde 1995 hasta su nuevo descenso en la temporada 2003.
Es esos años en Primera División, el Sportivo San Lorenzo accede por invitación (reemplazando a Sol de América) a la Copa Conmebol 1999, primera competencia internacional oficial en la que participa. Es eliminado en primera ronda por el Paraná Clube de Brasil. El partido de ida disputado en Curitiba, Brasil el 13 de octubre, San Lorenzo cae por 1 a 0, mientras que en el partido de vuelta, disputado el 19 de octubre en el Estadio Antonio Aranda de Ciudad del Este, San Lorenzo logra remontar un marcador adverso y con goles de Alcidio Fleitas (al minuto 78, de tiro penal) y Emilio Daniel Ávalos (85 min.) gana el partido por 2 a 1 forzando la definición por penales en la que finalmente es eliminado por un marcador de 1 a 3.

### En segunda y tercera división
Al inicio del siglo XXI, el Sportivo San Lorenzo, debido a deficientes administraciones, en años consecutivos descendió dos categorías, en el 2003 descendió a la Segunda División y en el 2004 de esa categoría descendió a la Tercera División, penúltima categoría del fútbol paraguayo. Militó en dicha categoría por cinco años, siempre logró ubicarse entre los primeros puestos, el ascenso siempre estuvo muy cerca, en la temporada 2007 logró el subcampeonato pero solo había un cupo para el ascenso.
Finalmente en la temporada 2009 obtuvo el título de campeón de la Primera División B y, por consiguiente, el ascenso a la División Intermedia (Paraguay)|División Intermedia, categoría previa a la principal.
En la penúltima fecha del campeonato de la Primera División B, el 30 de agosto del 2009, el Sportivo San Lorenzo estableció un récord de recaudación para esa tercera categoría del fútbol paraguayo con 21 920 000 guaraníes por 2192 boletas vendidas.
En la temporada 2010 de la División Intermedia el rayadito luchó hasta las últimas fechas por lograr el ascenso a la Primera División pero tuvo que conformarse con el tercer puesto (ascendían los dos mejores).
En la temporada 2011 con una muy buena primera ronda del campeonato, terminó en el primer lugar al final de esta; pero, en la segunda ronda no consiguió ni una sola victoria. Con lo que finalmente terminó octavo en la tabla de posiciones.
El campeonato 2012 lo vivió con un rendimiento que se caracterizó por los altibajos y por varios cambios al frente del cuerpo técnico. Al culminar la primera ronda alcanzó el sexto puesto entre 16 equipos, al final de la temporada ocupó el cuarto puesto, pero a 10 puntos del subcampeón y a 15 del campeón.
En la temporada 2013 el Sportivo San Lorenzo inició la competencia bajo las órdenes del DT. Aldo Bobadilla. Pese a realizar una buena pretemporada y la contratación de jugadores experimentados que estaban militando en equipos de la categoría principal los resultados logrados no fueron buenos, esto llevó al cambio sucesivo del DT. del equipo, Aldo Bobadilla fue reemplazado en la decimocuarta fecha por Pedro Osvaldo García, este luego de un par de fechas fue reemplazado por Edgar Denis que luego de una seguidilla de malos resultados y ante la pérdida de toda posibilidad de lograr uno de los cupos para el ascenso fue de nuevo reemplazado por la dupla técnica formada por Pedro Osvaldo García y Evaristo Masi, quienes terminaron al frente de la dirección técnica hasta acabar la temporada. Finalmente el equipo terminó en la decimocuarta posición solo por encima de dos equipos que descendieron, concretándose así su peor campaña desde su regreso a esta categoría.

### Nuevo título y el retorno a la División de Honor
En la temporada 2014 bajo la presidencia de Brígido Nuñez, se designa como director técnico a Humberto Ovelar y como ayudante técnico al ex seleccionado mundialista albirrojo Julio César Enciso. El equipo tuvo un buen inicio de temporada con tres victorias consecutivas en misma cantidad de partidos, y al terminar la primera rueda del torneo se posicionó en el segundo lugar de la tabla escoltando al líder, Deportivo Santaní y se mantuvo gran parte de la segunda rueda en posiciones de ascenso, hasta que el 18 de octubre, el Rayadito aseguró el ascenso a la máxima categoría del fútbol paraguayo, tras vencer en la vigésimo novena fecha como visitante por 1 a 0 al Sportivo Iteño (tercero en la tabla de posiciones en ese momento) con gol de Joel "Kuka" Román.
Al llegar San Lorenzo y Deportivo Santaní al final de las 30 fechas del campeonato con la misma cantidad de puntos (57) el título de campeón se disputó en un partido extra el día 1 de noviembre de 2014 en el estadio Defensores del Chaco. El Rayadito se coronó campeón tras la tanda de penales, pues en tiempo normal el resultado fue 1 a 1, siendo artífice del gol Gerardo Arévalos. El resultado por penales fue de 5-3 los penales convertidos por el Rayadito fueron por medio de los jugadores Carlos Pereira, Gerardo Arévalos, Javier "Metalero" González, Joel "Kuka" Román, Héctor Sosa.
Fue el séptimo título que logró el Sportivo San Lorenzo en Segunda División, lo que lo sitúa como el segundo club que más veces ha logrado este título en la historia del fútbol paraguayo.

### Efímero paso por la Primera División (2015)
A mediados de diciembre de 2014, se iniciaron los trabajos para el Torneo Apertura 2015. Fue reconfirmado el cuerpo técnico con el D.T. Humberto Ovelar al frente del mismo, Julio César Enciso (ayudante técnico), Gustavo Galeano (preparador físico), Remigio Espinoza (preparador de arqueros).
La pretemporada del plantel se realizó del 3 al 13 de enero en Ybycuí.
El club tuvo una paupérrima campaña en el Torneo Apertura, logrando solo dos victorias en 22 partidos, el cambio de D.T. fue la constante, tras la sexta fecha Humberto Ovelar (2 empates, 4 derrotas) renunció y en su reemplazo fue contratado César Castro, que al frente del equipo consiguió el primer triunfo en la novena fecha, pero en la undécima fecha (tras 5 partidos con 1 victoria, 1 empate y 3 derrotas) fue reemplazado por Pablo Caballero. Tras la vigésima fecha Pablo Caballero luego de 9 partidos al frente del club (1 victoria, 2 empates, 6 derrotas) y ante la ida de este a un club boliviano fue reemplazado por Héctor Marecos, quien concluyó el torneo con dos derrotas.
A la mala campaña se sumó la imposibilidad del club de jugar en su estadio por encontrarse este en obras de mejoramiento, para su habilitación en Primera División.
En el Torneo Clausura con Héctor Marecos como D.T., el equipo mostró una leve mejoría, pero aun así se mantuvo hundido en la tabla de promedios, por lo que en la fecha 17 (faltando 5 jornadas para la conclusión del campeonato), se concretó su descenso a la División Intermedia (Segunda División). De esta manera por primera vez en su historia el club descendió al año de haber logrado el ascenso.

### Continúa la caída libre
El club inició en enero sus actividades de cara a la temporada 2016 en su retorno a la Segunda División, con varias bajas en el plantel, se potenció una base con jugadores de la casa.  A principios de febrero se oficializó la contratación del español Xavier Roura como D.T. del equipo proveniente del fútbol de Andorra. Tras seis fechas con un balance de 1 victoria, 2 empates y 3 derrotas, el entrenador dejó el cargo. Asumió en forma interina en el cargo Pedro Osvaldo García, quien dirigió al equipo por 4 partidos (1 victoria, 1 empate y 2 derrotas), y para finales de mayo fue contratado Miguel Pavani como D.T., quien debutó en la fecha 11 del campeonato. Pavani estuvo al frente del equipo por 14 fechas (4 victorias, 6 empates y 4 derrotas).  A finales de agosto asumió Blas Romero como entrenador, para enfrentar las 6 fechas restantes y tomando al Rayadito en zona de descenso, del cual no pudo salir y en la fecha 29 a falta de una fecha para la conclusión del campeonato el club descendió a la Tercera División, la marca del entrenador fue de 2 victorias, 3 empates y 1 derrota.
En enero de 2017 se inició los trabajos de pretemporada de cara a su retorno a la Tercera División, fue presentado como entrenador del club el uruguayo Sergio Orteman, quien se mantuvo al frente del equipo toda la temporada. Tras liderar el campeonato casi desde el principio y con una lucha titánica por el ascenso casi en exclusiva con Colegiales, finalmente San Lorenzo logró el título y el ascenso a la Segunda División en la última fecha (34), tras una campaña en la que solo perdió 3 partidos. Fue el segundo título del club en la Tercera División.

### Ascenso consecutivos hasta la Primera División
Tras el título logrado y el ascenso a la División Intermedia a finales de octubre de 2017 se iniciaron los trabajos de cara a la temporada 2018. A mediados de noviembre se confirmó la continuidad del cuerpo técnico. El club inauguró en sus instalaciones oficialmente el campeonato de la División Intermedia 2018 el 17 de marzo, competición en la cual durante todo el campeonato se mantuvo en la parte alta de la tabla de clasificaciones, así llegó a la última fecha con las posibilidades matemáticas de ser campeón o de lograr el ascenso como segundo, pero tras perder de local contra el club Fernando de la Mora por 1-2, esto lo obligó a disputar contra el mismo rival un partido extra por el subcampeonato, ya que ambos habían terminado el campeonato en igualdad de puntos. Finalmente el Rayadito logró el ascenso tras ganar 6-5 en la tanda de penales el partido extra (0-0 en tiempo normal), logrando así su segundo ascenso de forma consecutiva y llegando una vez más a la máxima categoría del fútbol paraguayo. En la Copa Paraguay en la primera fase eliminó al club Sportivo Limpeño de la Cuarta División, cayendo en segunda fase ante el club Deportivo Santaní de la Primera División.
A finales de octubre de 2018 se anunció la continuidad del cuerpo técnico de cara a la próxima temporada, e inmediatamente iniciaron los trabajos de acondicionamiento para el retorno a Primera División.
En 2023 el equipo sigue en la División Intermedia.

## Estadio
El Sportivo San Lorenzo ejerce sus encuentros de local en el Estadio Gunther Vogel, con capacidad para 6.200 espectadores.
Dicho estadio era conocido popularmente hasta el año 2011 con el nombre de estadio Ciudad Universitaria. El primer campo deportivo se instaló en el predio ubicado frente a la actual Escuela Coronel Luis Caminos, Avda. Coronel Romero y Teniente Benítez, en esa época un gran baldío donde realizaba sus presentaciones. Posteriormente en los años cuarenta se adquirió un terreno de una hectárea donde se construyó el estadio actual.

### Parque Rayadito
En la zona de Reducto, al sur de la ciudad, el club desde el 28 de junio de 2013 también cuenta con el Parque Rayadito un predio de 15 hectáreas cedidos por el Ministerio de Defensa Nacional por un plazo de 20 años. En este predio se construyeron dos campos de juego para las divisiones inferiores, escuela de fútbol y para entrenamiento del plantel principal.

## Indumentaria
| Período     | Marca         |
| ----------- | ------------- |
| 2010 - 2014 | Saltarín rojo |
| 2014        | Garcis        |
| 2015 - 2016 | Kappa         |
| 2017        | Lince Sport   |
| 2018 – 2020 | Kappa         |
| 2021        | Temple        |
| 2022 - 2023 | Kyrios        |

## Jugadores

### Plantilla actual
- Actualizado el 1 de junio de 2022

### Bajas primer semestre 2019
| Bajas   |          |         |      |
| Jugador | Posición | Destino | Tipo |

### Jugadores destacados
- Edgar Robles
- Cristian Riveros
- Pedro Benítez
- Fabio Escobar
- Arístides Masi
- Nelson Romero

## Datos del club
- Actualizado el 11 de marzo de 2023
- Temporadas en 1.ª: 33[57]

1950, 1951 y 1952; 1954 y 1955; 1961 a 1969; 1985 y 1986; 1988, 1989, 1990, 1991 y 1992; 1995, 1996, 1997, 1998, 1999, 2000, 2001, 2002 y 2003, 2015, 2019 y 2020.
- Temporadas en 2.ª: 36

1949, 1953; 1956 a 1960 (5 seguidas); 1970 a 1984 (15 seguidas), 1987, 1993 y 1994; 2004; 2010, 2011, 2012, 2013, 2014 (5 seguidas), 2016, 2018, 2021, 2022 y 2023.
- Temporadas en 3.ª: 6

2005 a 2009 (5 seguidas); y 2017.

### Gráfico de Línea de tiempo
Categorías en la cual el club jugó a lo largo de su historia. La tercera división fue creada en 1939, en 1997 se creó la cuarta división.

### Participaciones internacionales
- Copa Conmebol: (1) 1999. [*]

Notas:
[*] En calidad de invitado, reemplazó a Sol de América 

### Otros torneos internacionales
- Copa Filigrana (1): 2002.

## Palmarés

### Torneos nacionales
| Torneos nacionales oficiales | Torneos nacionales oficiales             | Torneos nacionales oficiales |
| Competición                  | Títulos                                  | Subcampeonatos               |
| ---------------------------- | ---------------------------------------- | ---------------------------- |
| Segunda División (7/1)       | 1949, 1953, 1960, 1984, 1987, 1994, 2014 | 2018                         |
| Tercera División (2/1)       | 2009, 2017                               | 2007                         |

## Otras secciones deportivas
El Club Sportivo San Lorenzo no solo se destaca en la práctica del fútbol, ya que también cuenta con un departamento deportivo que contrata y entrena a atletas de diferentes disciplinas deportivas tales como baloncesto, balonmano, rugby, atletismo y futsal.

### Fútbol femenino
El equipo de fútbol femenino del club participa en la máxima categoría del fútbol paraguayo desde la temporada 2016.

### Sección de baloncesto
Palmarés en baloncesto
- Liga de Ascenso:
  - Torneo de Ascenso:(1): 1994

- Nacionales masculino:
  - Copa Estadio Comuneros(1): 2013